# واق شمسي
الواقي الشمسي (بالإنجليزية: sunscreen أو sunblock)‏ هي غسولات أو رذاذات أو هلامات أو أي مستحضر موضعي يمتص أو يعكس بعض الأشعة فوق البنفسجية من على الجلد المتعرض لأشعة الشمس وبالتالي حمايته من الحروق الشمسية ومن أضرار إشعاعات الشمس الأخرى. واقي الشمس هو الكريم أو المحلول الذي يهدف لحماية الجلد من الآثار الضارة لأشعة الشمس فوق البنفسجية (UV) حيث يحمي من حروق الشمس بمختلف درجاتها، وهو وسيلة فعالة أيضاً للحماية من الضوء الخارجي السلبي. كما أن هذا المنتج مثالي لأن يوضع على البشرة عندما يتواجد الشخص في مكان قد يتعرض فيه مساحة كبيرة من جلده لضوء الشمس المباشر ولفترات طويلة مثل الشاطئ في الصيف أو على المنحدرات الثلجية، كذلك يمكن لهذا المنتج أن يساعد على إبطاء أو منع ظهور التجاعيد والبقع الداكنة والجلد المترهل مؤقتًا إذا ما إستُخدم بإستمرار وبالطريقة الصحيحة، ويتم تصنيعه من قبل مختبرات مستحضرات التجميل أو مصانع الأدوية أو غيرها من المختبرات المتخصصة.
اعتمادًا على طريقة عمل المستحضر الواقي من أشعة الشمس، يمكن تصنيف واقيات الشمس إلى واقيات الشمس الفيزيائية (على سبيل المثال، أكاسيد الزنك وثنائي أكسيد التيتانيوم، والتي تبقى على سطح الجلد وتحرف بشكل أساسي ضوء الأشعة فوق البنفسجية) أو واقيات الشمس الكيميائية (على سبيل المثال، المرشحات العضوية للأشعة فوق البنفسجية التي تمتص الأشعة فوق البنفسجية).
توصي المنظمات الطبية مثل جمعية السرطان الأمريكية باستخدام واقي الشمس لأنه يساعد في الوقاية من سرطانة حرشفية الخلايا. قد يقلل الاستخدام الروتيني لواقيات الشمس أيضًا من خطر الإصابة بالورم الميلانيني. ومع ذلك، فإن العديد من واقيات الشمس لا تمنع إشعاع UVA، ومع ذلك فإن الحماية من UVA مهمة للوقاية من سرطان الجلد.
لتوفير مؤشر أفضل لقدرتها على الحماية من سرطان الجلد والأمراض الأخرى المرتبطة بالأشعة فوق البنفسجية (مثل التهاب الجلد الضوئي النباتي)، يوصى باستخدام واقيات الشمس واسعة الطيف (UVA / UVB).
عادةً ما يتم تصنيف واقيات الشمس مع عامل الحماية من الشمس (SPF) الذي يقيس نسبة الأشعة فوق البنفسجية التي تصل إلى الجلد والتي تنتج حروق الشمس. على سبيل المثال، "SPF 15" الوسائل التي من الإشعاع حرق يدير الجلد من خلال سمك الموصى بها من أشعة الشمس. تشير أنظمة التصنيف الأخرى إلى درجة الحماية من الأشعة فوق البنفسجية غير الحارقة.
تم تصميم واقيات الشمس لتبقى فعالة بدرجة قوتها الأصلية لمدة تصل إلى ثلاث سنوات، وهي نموذجية للقيمة المشكوك في تحصيلها بعد تلك الفترة. تتضمن بعض واقيات الشمس تاريخ انتهاء الصلاحية - وهو تاريخ يشير إلى الوقت الذي لم يعد من المتوقع أن يكون المنتج فيه فعال.

## الآثار الصحية

### فوائد
يمكن أن يساعد استخدام الواقي من الشمس في الوقاية من سرطان الجلد  وسرطان الخلايا الحرشفية، وهما نوعان من سرطان الجلد. هناك القليل من الأدلة على فعاليته في الوقاية من سرطان الخلايا القاعدية.
في عام 2013، أجريت دراسة توصلت إلى أن الاستخدام اليومي الدؤوب للواقي من الشمس يمكن أن يبطئ أو يمنع مؤقتًا تطور التجاعيد وترهل الجلد. شملت الدراسة 900 شخص أبيض في أستراليا وطالبت بعضهم بتطبيق واقي من الشمس واسع النطاق كل يوم لمدة أربعة أعوام ونصف ووجدت أن الأشخاص الذين فعلوا ذلك كان لديهم بشرة أكثر مرونة ونعومة بشكل ملحوظ من أولئك الذين تم تعيينهم لمواصلة ممارساتهم المعتادة.
يعد تقليل الضرر الناتج عن الأشعة فوق البنفسجية أمرًا مهمًا بشكل خاص للأطفال والأفراد ذوي البشرة الفاتحة وأولئك الذين لديهم حساسية من أشعة الشمس لأسباب طبية.

### المخاطر المحتملة
في عام 2009، قامت إدارة السلع العلاجية بأستراليا تحديث مراجعة لدراسات السلامة لمستحضرات الوقاية من الشمس واختتمت المراجعة بقول: «إنه بإمكان ثاني أكسيد التيتانيوم (TiO2) وحبيبات أكسيد الزنك (ZnO)النانوية الداخلان في تكوين وتحضير واقيات الشمس هما قادران على إحداث تأثيرات ضارة تعتمد في المقام الأول على القدرة النانوية للوصول إلى خلايا الجلد القابلة للحياة. لكنه حتى الآن، والواقع الحالي من الأدلة يشير إلى أن TiO2 وحبيبات ZnO النانوية لا تصل خلايا الجلد القابلة للحياة». لذلك عادةً ما تخضع مكونات الواقي من الشمس لمراجعة شاملة من قبل المنظمين الحكوميين في العديد من البلدان، وتميل المكونات التي تمثل مخاوف كبيرة تتعلق بالسلامة (مثل PABA) إلى الانسحاب من السوق الاستهلاكية.
هناك خطر حدوث رد فعل تحسسي تجاه واقي الشمس لدى بعض الأفراد، حيث «قد يحدث إلتهاب الجلد التماسي التحسسي النموذجي لدى الأفراد الذين يعانون من حساسية تجاه أي من المكونات الموجودة في منتجات الوقاية من الشمس أو مستحضرات التجميل التي تحتوي على مكون واقي من الشمس. يمكن أن يحدث الطفح الجلدي في أي مكان من الجسم حيث تم وضع المادة، وقد ينتشر أحيانًا إلى مواقع غير متوقعة».

#### إنتاج فيتامين د
كما أثيرت مخاوف بشأن نقص فيتامين (د) المحتمل الناتج عن الاستخدام المطول للواقي من الشمس. فعلى الرغم من أنه لا ينتج عن الاستخدام المعتاد للواقي من الشمس عادة نقص فيتامين د إلا أن الاستخدام المكثف لتينك المستحضرات قد ينتج عنه بعض النقص فيه. فحيث يمنع الواقي من الشمس الأشعة فوق البنفسجية من الوصول إلى الجلد، وحتى المستحضرات ذات الحماية المعتدلة يمكنها أن تقلل بشكل كبير من تخليق فيتامين د. ومع ذلك، يمكن إنتاج كميات كافية من فيتامين د مع التعرض المعتدل لأشعة الشمس للوجه والذراعين والساقين، بمتوسط 5-30 دقيقة مرتين في الأسبوع بدون واقي من الشمس. (فكلما كانت البشرة أغمق، أو أضعف تجاه ضوء الشمس، زادت الحاجة إلى التعرض لدقائق لضوء الشمس، وهو ما يقارب 25٪ من الوقت المناسب لتجنب حروق الشمس) فجرعة مناسبة من فيتامين د مع التعرض للأشعة فوق البنفسجية يحقق التوازن الذي يصل إليه الجلد فلا يتحلل فيتامين د بأسرع ما يمكن.
تم تأكيد هذه الدراسات السابقة في عام 2019، والتي أظهرت أن واقي الشمس الذي يحتوي على عامل حماية عالي من الأشعة فوق البنفسجية قد أتاح تكوين فيتامين د أعلى بكثير من واقي الشمس ذي عامل الحماية المنخفض من الأشعة فوق البنفسجية، على الأرجح لأنه يسمح بنقل المزيد من الأشعة فوق البنفسجية.

## قياسات الحماية

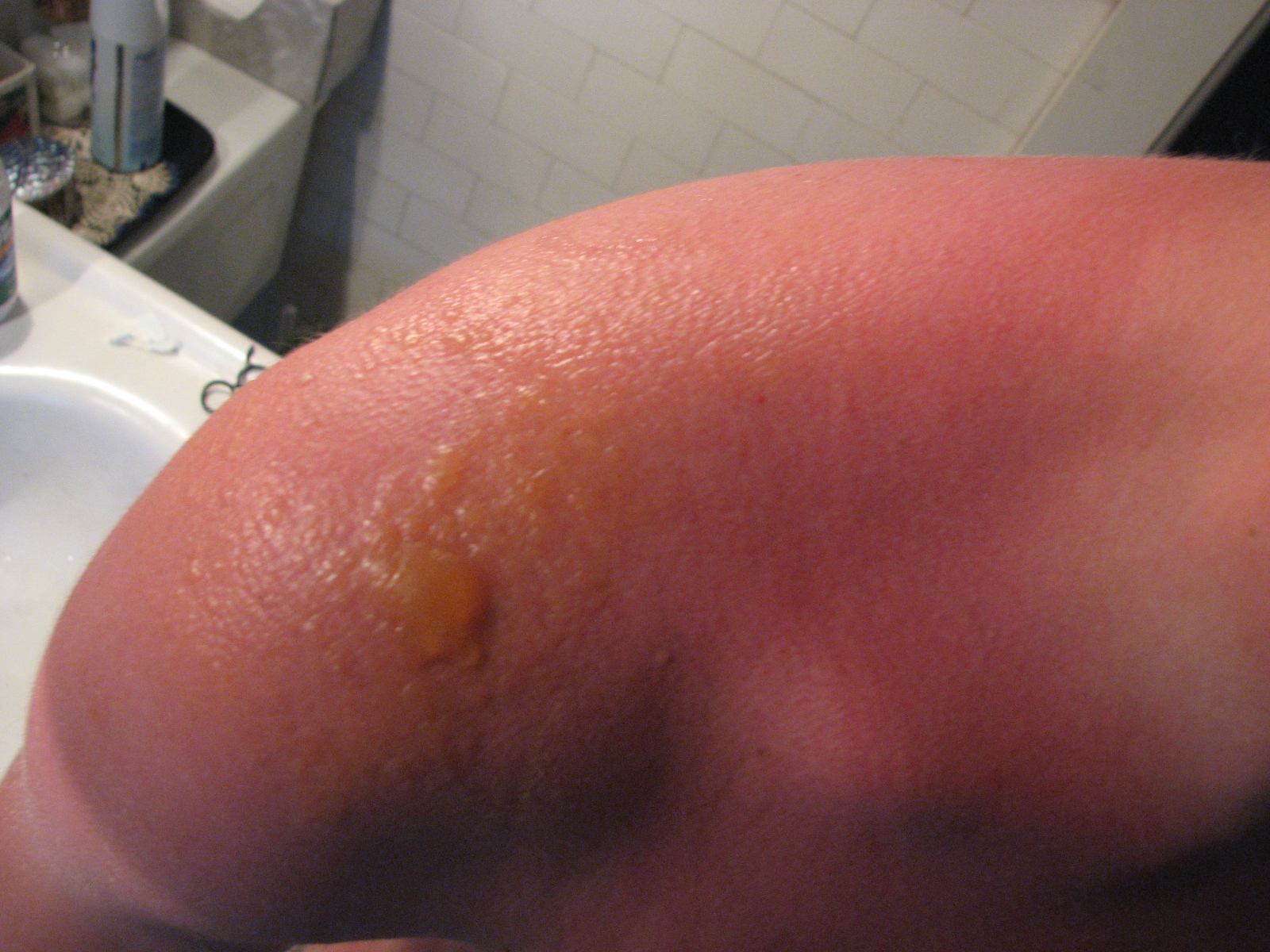
يساعد الكريم الواقي من الشمس على منع حروق الشمس، مثل هذه التي تكون متقرحة.

### عامل الحماية من الشمس (SPF) ووضع العلامات

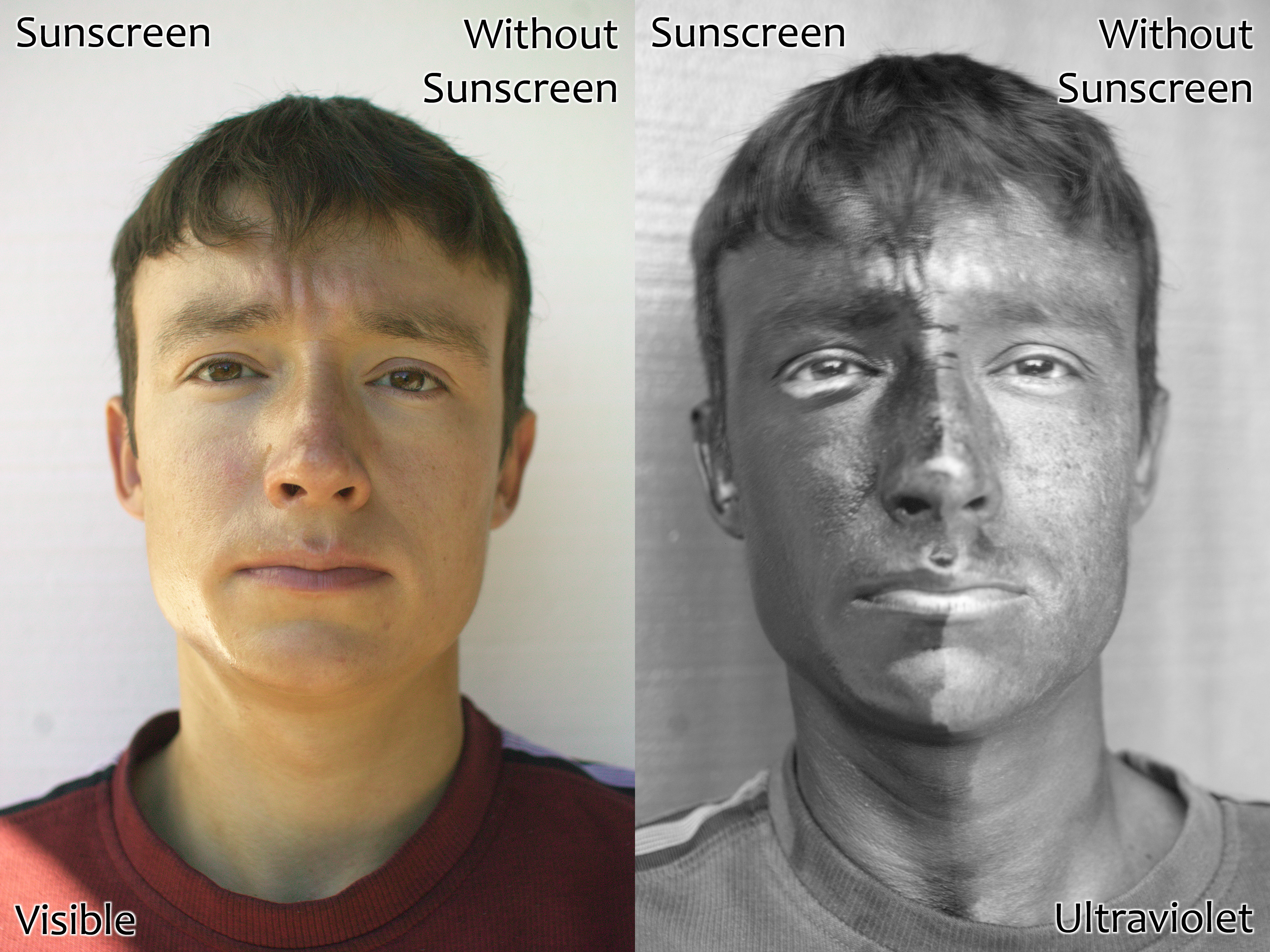
صورتان تظهران تأثير وضع واقي الشمس في الضوء المرئي وفي الأشعة فوق البنفسجية الطويلة تم التقاط الصورة على اليمين باستخدام التصوير فوق البنفسجي بعد فترة وجيزة من وضع واقي الشمس على نصف الوجه.

عامل الحماية من الشمس (تصنيف SPF، الذي تم تقديمه في عام 1974) هو مقياس لجزء من الأشعة فوق البنفسجية التي تنتج حروق الشمس والتي تصل إلى الجلد. على سبيل المثال، "SPF 15" الوسائل التي من الإشعاع حرق سوف تصل إلى الجلد، ويتم تطبيقها على افتراض واقية من الشمس بالتساوي في سميكة جرعة من 2 مليغرام لكل سنتيمتر مربع  (ملغم / سم 2). يمكن للمستخدم تحديد فعالية واقي الشمس عن طريق ضرب عامل الحماية من الشمس في طول الوقت الذي يستغرقه ليعاني من الحروق بدون واقي من الشمس. وبالتالي، إذا أصيب الشخص بحروق الشمس في غضون 10 دقائق عندما لا يرتدي واقٍ من الشمس، فإن نفس الشخص الذي يعاني من نفس شدة ضوء الشمس سيستغرق 150 دقيقة ليصاب بحروق الشمس بنفس الشدة إذا كان يرتدي واقٍ من الشمس بمعامل حماية من الشمس 15. من المهم ملاحظة أن واقيات الشمس التي تحتوي على عامل حماية من الشمس أعلى لا تدوم أو تظل فعالة على الجلد لفترة أطول من عامل الحماية من الشمس المنخفض ويجب إعادة وضعها باستمرار حسب التوجيهات، وعادةً كل ساعتين.
عامل الحماية من الشمس (SPF) هو مقياس غير كامل لتلف الجلد لأن التلف غير المرئي وشيخوخة الجلد ناتجة أيضًا عن الأشعة فوق البنفسجية من النوع A (UVA، أطوال موجية 315-400 أو 320-400 نانومتر)، والتي لا تسبب في المقام الأول الاحمرار أو الألم. يحجب الواقي الشمسي التقليدي كمية قليلة جدًا من الأشعة فوق البنفسجية بالنسبة إلى عامل الحماية من الشمس الاسمي؛ تم تصميم واقيات الشمس واسعة النطاق للحماية من الأشعة فوق البنفسجية الطويلة والمتوسطة. وفقًا لدراسة أجريت عام 2004، تتسبب الأشعة فوق البنفسجية الطويلة (UVA) أيضًا في تلف الحمض النووي للخلايا الموجودة في أعماق الجلد، مما يزيد من خطر الإصابة بالأورام الميلانينية الخبيثة. حتى بعض المنتجات التي تحمل علامة «حماية واسعة النطاق من الأشعة فوق البنفسجية الطويلة (A / B)» لم توفر دائمًا حماية جيدة ضد الأشعة فوق البنفسجية الطويلة (A). من المحتمل أن يوفر ثاني أكسيد التيتانيوم حماية جيدة، لكنه لا يغطي طيف الأشعة فوق البنفسجية بالكامل، حيث تشير الأبحاث في أوائل القرن الحادي والعشرين إلى أن أكسيد الزنك يتفوق على ثاني أكسيد التيتانيوم بأطوال موجية 340-380 نانومتر.
بسبب ارتباك المستهلكين بشأن الدرجة الحقيقية للحماية المقدمة ومدتها، يتم فرض قيود وضع العلامات في العديد من البلدان. في الاتحاد الأوروبي، يمكن أن ترتفع ملصقات الواقي من الشمس فقط إلى SPF 50+ (مدرج في البداية على أنه 30 ولكن سرعان ما تم تعديله إلى 50)  رفعت إدارة السلع العلاجية الأسترالية الحد الأعلى إلى 50+ في عام 2012. في مسودة القواعد لعامي 2007 و 2011، اقترحت إدارة الغذاء والدواء الأمريكية (FDA) تسمية SPF بحد أقصى 50، للحد من المطالبات غير الواقعية. (اعتبارًا من فبراير 2017، لم تتبنى إدارة الغذاء والدواء حد 50 من عامل الحماية من الشمس.) اقترح آخرون قصر المكونات النشطة على عامل حماية من الشمس لا يزيد عن 50، نظرًا لعدم وجود دليل على أن الجرعات العالية توفر حماية أكثر جدوى. المكونات المختلفة للواقي من الشمس لها فعالية مختلفة ضد UVA و UVB.

طيف أشعة الشمس فوق البنفسجية (في يوم صيفي في هولندا)، جنبًا إلى جنب مع طيف الحركة الحمراء CIE. الطيف الفعال هو نتاج السابقتين.

يمكن قياس عامل الحماية من الشمس عن طريق وضع واقي من الشمس على جلد المتطوع وقياس المدة التي تستغرقها قبل حدوث حروق الشمس عند التعرض لمصدر ضوء الشمس الاصطناعي. في الولايات المتحدة، مثل هذا الاختبار في الجسم الحي مطلوب من قبل إدارة الغذاء والدواء. يمكن أيضًا قياسه في المختبر بمساعدة مقياس طيف مصمم خصيصًا. في هذه الحالة، يتم قياس النفاذية الفعلية للواقي من الشمس، جنبًا إلى جنب مع تدهور المنتج بسبب التعرض لأشعة الشمس. في هذه الحالة، يجب قياس نفاذية واقي الشمس على جميع الأطوال الموجية في نطاق أشعة الشمس فوق البنفسجية UVB-UVA (290-400) نانومتر)، إلى جانب جدول يوضح مدى فعالية الأطوال الموجية المختلفة في التسبب في حروق الشمس (طيف العمل الحمامي) وطيف الشدة القياسي لأشعة الشمس (انظر الشكل). تتوافق هذه القياسات في المختبر جيدًا مع القياسات في الجسم الحي .
تم ابتكار طرق عديدة لتقييم الحماية من أشعة UVA و UVB. تقضي الطرق الكيميائية الضوئية الطيفية الأكثر موثوقية على الطبيعة الذاتية لتصنيف الحمامي.
عامل الحماية من الأشعة فوق البنفسجية (UPF) هو مقياس مماثل تم تطويره لتصنيف الأقمشة للملابس الواقية من الشمس. وفقًا للاختبار الأخير الذي أجرته تقارير المستهلك، فإن UPF ~ 30 + نموذجي للأقمشة الواقية، بينما UPF ~ 20 نموذجي للأقمشة الصيفية القياسية.
رياضيًا، يتم حساب SPF (أو UPF) من البيانات المقاسة على النحو التالي:
{\displaystyle \mathrm {SPF} ={\frac {\int A(\lambda )E(\lambda )d\lambda }{\int A(\lambda )E(\lambda )/\mathrm {MPF} (\lambda )\,d\lambda }},}
{\displaystyle E(\lambda )} هو طيف الإشعاع الشمسي، {\displaystyle A(\lambda )} طيف العمل الحمامي، و {\displaystyle \mathrm {MPF} (\lambda )} عامل الحماية أحادي اللون، جميع وظائف الطول الموجي {\displaystyle \lambda } . MPF هو تقريبًا معكوس النفاذية عند طول موجة معين.
ما ورد أعلاه يعني أن SPF ليس مجرد عكس النفاذية في منطقة UVB. إذا كان هذا صحيحًا، فإن تطبيق طبقتين من واقي الشمس SPF 5 سيكون دائمًا مكافئًا لـ SPF 25 (5 مرات 5). قد يكون SPF المدمج الفعلي أقل من مربع SPF أحادي الطبقة.

### حماية UVA

#### سواد صبغة مستمر
طريقة سواد الصبغة المستمرة (PPD) هي طريقة لقياس الحماية من الأشعة فوق البنفسجية، على غرار طريقة SPF لقياس الحماية من حروق الشمس. تم تطويرها في الأصل في اليابان، وهي الطريقة المفضلة التي تستخدمها الشركات المصنعة مثل شركة لوريال.
بدلاً من قياس الحمامي، تستخدم طريقة PPD الأشعة فوق البنفسجية لإحداث تغميق دائم للجلد أو تسميرها. نظريًا، يجب أن يسمح واقي الشمس ذو تصنيف PPD 10 للشخص بالتعرض لأشعة UVA بمقدار 10 أضعاف كما هو الحال بدون حماية. طريقة PPD هي اختبار في الجسم الحي مثل SPF. بالإضافة إلى ذلك، أدخلت كوليبا طريقة يُزعم أنها يمكن أن تقيس هذا في المختبر وتوفر التكافؤ مع طريقة PPD.

#### معادلة SPF

يستخدم ختم UVA في الاتحاد الأوروبي

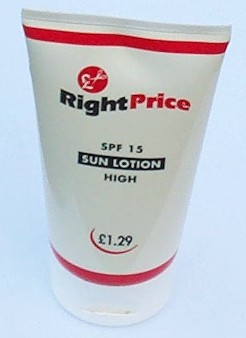
أنبوب من لوشن الحماية من الشمس SPF 15

كجزء من الإرشادات المنقحة للواقيات من الشمس في الاتحاد الأوروبي، هناك متطلبات لتزويد المستهلك بالحد الأدنى من الحماية من الأشعة فوق البنفسجية فيما يتعلق بمعامل الحماية من الشمس. يجب أن يكون هذا "UVA PF" على الأقل 1/3 من SPF لحمل ختم UVA.
تحدد مجموعة قواعد إدارة الغذاء والدواء الأمريكية النهائية التي سارية اعتبارًا من صيف 2012 عبارة «طيف واسع» على أنها توفر حماية من الأشعة فوق البنفسجية المتناسبة مع الحماية من الأشعة فوق البنفسجية، باستخدام طريقة اختبار معيارية.

#### نظام التصنيف بالنجوم
في المملكة المتحدة وأيرلندا، يعد نظام تصنيف النجوم بووتس ملكية خاصة في المختبر يستخدم لوصف نسبة حماية UVA إلى UVB التي توفرها الكريمات والبخاخات الواقية من الشمس. استنادًا إلى العمل الأصلي الذي قام به بريان ديفي في جامعة نيوكاسل، طورت شركة بوتس في نوتنغهام بالمملكة المتحدة أسلوبًا تم اعتماده على نطاق واسع من قبل الشركات التي تسوق هذه المنتجات في المملكة المتحدة.
توفر المنتجات ذات النجمة الواحدة أقل نسبة حماية من الأشعة فوق البنفسجية، والمنتجات ذات الخمس نجوم هي الأعلى. تم تعديل الطريقة مؤخرًا في ضوء اختبار كوليبا UVA PF وتوصيات الاتحاد الأوروبي المنقحة بخصوص UVA PF. لا تزال الطريقة تستخدم مقياس الطيف الضوئي لقياس امتصاص UVA مقابل UVB، ينبع الاختلاف من مطلب إجراء تشعيع مسبق للعينات (حيث لم يكن ذلك مطلوبًا في السابق) لإعطاء مؤشر أفضل للحماية من الأشعة فوق البنفسجية الطويلة (UVA) والثبات الضوئي عند استخدام المنتج. وفقًا للمنهجية الحالية، يكون أدنى تصنيف هو ثلاث نجوم، وأعلى خمس نجوم.
في أغسطس 2007، طرحت إدارة الغذاء والدواء الأمريكية (FDA) للتشاور اقتراحًا باستخدام نسخة من هذا البروتوكول لإعلام مستخدمي المنتج الأمريكي بالحماية التي يوفرها ضد UVA ؛  ولكن لم يتم تبني هذا، خوفًا من أنه سيكون مربكًا للغاية.

#### نظام درجة الحماية من الأشعة فوق البنفسجية "PA"
تميل العلامات التجارية الآسيوية، وخاصة اليابانية منها، إلى استخدام نظام درجة الحماية من الأشعة فوق البنفسجية (PA) لقياس الحماية من الأشعة فوق البنفسجية التي توفرها الواقي من الشمس. يعتمد نظام PA على تفاعل PPD ويتم اعتماده الآن على نطاق واسع على ملصقات واقيات الشمس. وفقًا لجمعية صناعة مستحضرات التجميل اليابانية، يتوافق PA + مع عامل حماية UVA بين اثنين وأربعة، و PA ++ بين أربعة وثمانية، و PA +++ أكثر من ثمانية. تم تنقيح هذا النظام في عام 2013 ليشمل PA ++++ والذي يتوافق مع تصنيف PPD من ستة عشر أو أعلى.

### كريم واقي شمس
يشير الواقي الشمسي عادةً إلى واقي الشمس المعتم الفعال في منع كل من الأشعة فوق البنفسجية الطويلة (أ) و (ب) ويستخدم زيت ناقل ثقيل لمقاومة الغسل. ثاني أكسيد التيتانيوم وأكسيد الزنك معدنان يستخدمان في واقي الشمس.
استخدام كلمة «واقي من الشمس» في تسويق مستحضرات الوقاية من أشعة الشمس أمر مثير للجدل. منذ عام 2013، حظرت إدارة الغذاء والدواء الأمريكية مثل هذا الاستخدام لأنه قد يدفع المستهلكين إلى المبالغة في تقدير فعالية المنتجات المصنفة على هذا النحو. ومع ذلك، يستخدم العديد من المستهلكين كلمتي صن بلوك وصن سكرين بشكل مترادف.
للحماية الكاملة من أضرار أشعة الشمس، تحتاج البشرة إلى الحماية من الأشعة فوق البنفسجية الطويلة (A)، والأشعة فوق البنفسجية (B)، وكذلك الأشعة تحت الحمراء (IRA). تمثل الأشعة تحت الحمراء ما يقرب من 40٪ من الطاقة الشمسية عند مستوى سطح البحر. هناك جدل مستمر داخل مجتمع الأمراض الجلدية حول تأثير IRA من مصادر أشعة الشمس: تشير بعض المصادر إلى أن التعرض في الصباح الباكر للجيش الجمهوري الأيرلندي قد يكون وقائيًا ضد المزيد من التعرض لأشعة الشمس عن طريق زيادة تكاثر الخلايا وبدء شلالات مضادة للالتهابات؛ لم يتم ملاحظة هذه التأثيرات للمصادر الاصطناعية للـ IRA الشديد.

## المكونات
تحوي الواقيات الشمسية واحدا أو أكثر من فلاتر للأشعة فوق البنفسجية فلاتر UV والتي تقسم إلى ثلاثة أنواع رئيسية:
1- مركبات عضوية تمتص الأشعة فوق البنفسجية مثل أوكسي بنزون والذي يشتبه بكونه مسرطن.
2-	جزيئات غير عضوية تعكس وتبدد وتبعثر وتمتص الضوء فوق البنفسجي مثل ثاني أكسيد التيتانيوم وأكسيد الزنك أو مزيج منهما معاً.
3- جزيئات عضوية تعمل عموماً على امتصاص الضوء مثل المركبات العضوية المذكورة أعلاه لكن تحوي كذلك على عدة مجموعات حاملة للون الكروموفور والتي قد تعكس وتشتت جزء من الضوء مثل الجزيئات غير العضوية وتعمل بشكل مغاير عن عمل المركبات العضوية، ومثال عنها تينوسورب إم.
تنصح المنظمات الصحية مثل «جمعية السرطان الأمريكية» باستعمال هذه الواقيات لأنها تقي كذلك من سرطان الخلايا المتقرنة وسرطان الخلايا المتعفنة وسرطان الخلايا القاعدية (basal cell carcinoma). يبقى استخدام الواقيات الشمسية موضع جدل لعدة أسباب، فعديد منها لا تحجب أشعة UV-A والتي لا تسبب حروق لكن تزيد من حدوث ورم الخلايا الميلانية هو نوع من سأنواع رطان الجلد. لذلك عديد من مستخدمي الواقيات الشمسية قد يكونوا عرضة لنسبة عالية من UV-A بدون إدراك ذلك.

### مكونات نشطة
بالإضافة إلى المرطبات والمكونات الأخرى غير النشطة، تحتوي واقيات الشمس على واحد أو أكثر من المكونات النشطة التالية، والتي تكون إما عضوية أو معدنية بطبيعتها:
- مركبات كيميائية عضوية تمتص الأشعة فوق البنفسجية.
- الجسيمات غير العضوية التي تعكس الأشعة فوق البنفسجية وتبعثرها وتمتصها (مثل ثاني أكسيد التيتانيوم أو أكسيد الزنك أو كليهما).[52]
- الجسيمات العضوية التي تمتص في الغالب ضوء الأشعة فوق البنفسجية مثل المركبات الكيميائية العضوية، ولكنها تحتوي على العديد من الكروموفورات التي تعكس وتشتت جزءًا من الضوء مثل الجسيمات غير العضوية. مثال على ذلك هو تينوسورب إم. طريقة العمل حوالي 90٪ بالامتصاص و 10٪ بالتبديد.

عادةً ما تكون المكونات النشطة الرئيسية في واقيات الشمس عبارة عن جزيئات عطرية مترافقة مع مجموعات الكربونيل. يسمح هذا الهيكل العام للجزيء بامتصاص الأشعة فوق البنفسجية عالية الطاقة وإطلاق الطاقة كأشعة منخفضة الطاقة، وبالتالي منع الأشعة فوق البنفسجية الضارة للجلد من الوصول إلى الجلد. لذا، عند التعرض للأشعة فوق البنفسجية، ومعظم المكونات (مع استثناء ملحوظ من أفوبينزون) لا تخضع لتغير كيميائي كبير، مما يسمح لهذه المكونات الإبقاء على قوة امتصاص الأشعة فوق البنفسجية دون كبير الضوئي. يتم تضمين عامل استقرار كيميائي في بعض واقيات الشمس التي تحتوي على أفوبينزون لإبطاء تكسيرها؛ تشمل الأمثلة تركيبات تحتوي على. يمكن أيضًا تحسين ثبات أفوبنزون بواسطة بيموتريزينول،  أوكتوكريلين  ومثبتات ضوئية أخرى مختلفة. تتحلل معظم المركبات العضوية الموجودة في واقيات الشمس ببطء وتصبح أقل فاعلية على مدار عدة سنوات حتى لو تم تخزينها بشكل صحيح، مما يؤدي إلى حساب تواريخ انتهاء الصلاحية للمنتج.
تستخدم عوامل الحماية من الشمس في بعض منتجات العناية بالشعر مثل الشامبو والبلسم وعوامل التصفيف للحماية من تدهور البروتين وفقدان اللون. حاليًا، يعد البنزوفينون 4 وإيثيل هكسيل ميثوكساسينامات أكثر واقيات الشمس استخدامًا في منتجات الشعر. نادرًا ما تستخدم واقيات الشمس الشائعة المستخدمة على الجلد لمنتجات الشعر نظرًا لتأثيرها على ملمسها ووزنها.
فيما يلي المكونات النشطة المسموح بها من قِبل إدارة الغذاء والدواء في واقيات الشمس:
| مرشح للأشعة فوق البنفسجية     | اسماء اخرى بالانجليزية | أقصى تركيز | مسموح بها في هذه الدول | نتائج اختبارات السلامة                                                                     | UVA | UVB |
| ----------------------------- | --- | --- | --- | ------------------------------------------------------------------------------------------ | --- | --- |
| حمض ف-أمينوبنزويك             | PABA | 15٪ (الاتحاد الأوروبي: ممنوع من البيع للمستهلكين اعتبارًا من 8 أكتوبر 2009)                                                   | الولايات المتحدة الأمريكية، أستراليا                                                                                         | يحمي من أورام الجلد لدى الفئران. يظهر أنه يزيد من عيوب الحمض النووي، ولكنه الآن أقل شيوعًا. |     | X   |
| باديمات أو                    | OD-PABA, octyldimethyl-PABA, σ-PABA                                                                                             | 8٪ (الاتحاد الأوروبي والولايات المتحدة الأمريكية وأستراليا) 10٪ (اليابان) (غير مدعوم حاليًا في الاتحاد الأوروبي وقد يتم حذفه) | الإتحاد الأوروبي، الولايات المتحدة الأمريكية، أستراليا، اليابان.                                                             |                                                                                            |     | X   |
| حمض فينيل بنزيميدازول سلفونيك | Ensulizole, Eusolex 232, PBSA, Parsol HS                                                                                        | 4٪ (الولايات المتحدة، أستراليا) 8٪ (الاتحاد الأوروبي) 3٪ (اليابان)                                                           | الإتحاد الأوروبي، الولايات المتحدة الأمريكية، أستراليا، اليابان.                                                             | جينات سامة في البكتيريا                                                                    |     | X   |
| سينوكسات                      | 2-Ethoxyethyl p-methoxycinnamate                                                                                                | 3٪ (الولايات المتحدة) 6٪ (أستراليا)                                                                                          | الولايات المتحدة الأمريكية، أستراليا                                                                                         |                                                                                            | X   | X   |
| ديوكسي بنزون                  | Benzophenone-8 | ٪3 | الولايات المتحدة الأمريكية، أستراليا                                                                                         |                                                                                            | X   | X   |
| أوكسي بنزون                   | Benzophenone-3, Eusolex 4360, Escalol 567                                                                                       | 6٪ (الولايات المتحدة) 10٪ (أستراليا والاتحاد الأوروبي) 5٪ (اليابان)                                                          | الإتحاد الأوروبي، الولايات المتحدة الأمريكية، أستراليا، اليابان.                                                             |                                                                                            | X   | X   |
| هوموسالات                     | Homomethyl salicylate, HMS | 10٪ (الاتحاد الأوروبي، اليابان) 15٪ (الولايات المتحدة، أستراليا)                                                             | الإتحاد الأوروبي، الولايات المتحدة الأمريكية، أستراليا، اليابان.                                                             |                                                                                            |     | X   |
| مينثيل أنثرانيلاتي            | Meradimate | ٪5 | الولايات المتحدة الأمريكية، أستراليا                                                                                         |                                                                                            | X   |     |
| أوكتوكريلين                   | Eusolex OCR, Parsol 340, 2-Cyano-3,3-diphenyl acrylic acid, 2-ethylhexylester                                                   | ٪10 | الإتحاد الأوروبي، الولايات المتحدة الأمريكية، أستراليا، اليابان.                                                             | يزيد من أنواع الأكسجين التفاعلية (ROS)                                                     | X   | X   |
| أوكتيل ميثوكسيسينامات         | Octinoxate, EMC, OMC, Ethylhexyl methoxycinnamate, Escalol 557, 2-Ethylhexyl-paramethoxycinnamate, Parsol MCX                   | 7.5٪ (الولايات المتحدة) 10٪ (الاتحاد الأوروبي، أستراليا) 20٪ (اليابان)                                                       | الإتحاد الأوروبي، الولايات المتحدة الأمريكية، أستراليا، اليابان.                                                             | تم حظره في هاواي اعتبارًا من عام 2021 - ضار بالشعاب المرجانية.                              |     | X   |
| أوكتيل الساليسيلات            | Octisalate, 2-Ethylhexyl salicylate, Escalol 587,                                                                               | 5٪ (الاتحاد الأوروبي والولايات المتحدة الأمريكية وأستراليا) 10٪ (اليابان)                                                    | الإتحاد الأوروبي، الولايات المتحدة الأمريكية، أستراليا، اليابان.                                                             |                                                                                            |     | X   |
| سوليزوبنزون                   | 2-Hydroxy-4-Methoxybenzophenone-5-sulfonic acid, 3-Benzoyl-4-hydroxy-6-methoxybenzenesulfonic acid, Benzophenone-4, Escalol 577 | 5٪ (الاتحاد الأوروبي) 10٪ (الولايات المتحدة، أستراليا، اليابان)                                                              | الإتحاد الأوروبي، الولايات المتحدة الأمريكية، أستراليا، اليابان.                                                             |                                                                                            | X   | X   |
| ساليسيلات ترولامين            | Triethanolamine salicylate (ثلاثي إيثانول أمين الساليسيلات)                                                                     | ٪12 | الولايات المتحدة الأمريكية، أستراليا                                                                                         |                                                                                            |     | X   |
| أفوبينزون                     | 1-(4-methoxyphenyl)-3-(4-tert-butyl phenyl)propane-1,3-dione, Butyl methoxy dibenzoylmethane, BMDBM, Parsol 1789, Eusolex 9020  | ٪3 (الولايات المتحدة) 5٪ (الاتحاد الأوروبي، أستراليا) 10٪ (اليابان)                                                          | الإتحاد الأوروبي، الولايات المتحدة الأمريكية، أستراليا، اليابان.                                                             |                                                                                            | X   |     |
| أفوبنوزون/إيكامسول            | Mexoryl SX, Terephthalylidene Dicamphor Sulfonic Acid (مكسوريل إس إكس، حمض تريفثاليليدين ديكافور سلفونيك).                      | ٪10 | الاتحاد الأوروبي، أستراليا (الولايات المتحدة: تمت الموافقة عليه في تركيبات معينة حتى 3٪ عبر طريق تطبيق الأدوية الجديد (NDA)) | يحمي من أورام الجلد لدى الفئران                                                            | X   |     |
| ثاني أكسيد التيتانيوم         | CI77891 | 25٪ (الولايات المتحدة) بلا حدود (اليابان)                                                                                    | الإتحاد الأوروبي، الولايات المتحدة الأمريكية، أستراليا، اليابان.                                                             |                                                                                            |     | X   |
| أكسيد الزنك                   | | 25٪ (الولايات المتحدة) بلا حدود (أستراليا، اليابان)                                                                          | الإتحاد الأوروبي، الولايات المتحدة الأمريكية، أستراليا، اليابان.                                                             | يحمي من أورام الجلد لدى الفئران                                                            | X   | X   |

تمت الموافقة على أكسيد الزنك كمرشح للأشعة فوق البنفسجية من قبل الاتحاد الأوروبي في عام 2016.
المكونات الأخرى المعتمدة داخل الاتحاد الأوروبي  وأجزاء أخرى من العالم،  والتي لم يتم تضمينها في دراسة FDA الحالية:
| مرشح للأشعة فوق البنفسجية | اسماء اخرى بالإنجليزية | أقصى تركيز                                      | مسموح في                            |
| ------------------------- | --- | ----------------------------------------------- | ----------------------------------- |
| 4-ميثيل بنزيليدين كافور   | Enzacamene، Parsol 5000، Eusolex 6300، MBC | ٪4 *                                            | الاتحاد الأوروبي، أستراليا          |
| بارسول ماكس، تينسورب م    | Bisoctrizole, Methylene Bis-Benzotriazolyl Tetramethylbutylphenol, MBBT (بيسوكتريزول، ميثيلين بيس بنزوتريازول، رباعي ميثيل بيوتيل فينول).                                                  | ٪10 *                                           | الاتحاد الأوروبي، أستراليا، اليابان |
| درع بارسول، تينوسورب إس   | Bis-ethylhexyloxyphenol methoxyphenol triazine, Bemotrizinol, BEMT, anisotriazine (ثنائي إيثيل هكسيلوكسيفينول ميثوكسيفينول تريازين، بيموتريزينول، BEMT، أنيسوتريازين)                      | ٪10 (الاتحاد الأوروبي، أستراليا) 3٪ (اليابان) * | الاتحاد الأوروبي، أستراليا، اليابان |
| تينوسورب إيه2بي           | Tris-Biphenyl Triazine (تريس ثنائي فينيل تريازين) | ٪10                                             | الاتحاد الأوروبي                    |
| نيو هيليوبان إيه بي       | Bisdisulizole Disodium, Disodium phenyl dibenzimidazole tetrasulfonate, bisimidazylate, DPDT (بيسديسوليزول ثنائي الصوديوم، ثنائي الصوديوم فينيل ديبنزيميدازول تتراسولفونات، بيسيميدازيلات) | ٪10                                             | الاتحاد الأوروبي، أستراليا          |
| مكسوريل إكس إل            | Drometrizole Trisiloxane (دروميتريزول تريسيلوكسان) | ٪15                                             | الاتحاد الأوروبي، أستراليا          |
| بنزوفينون 9               | Uvinul DS 49, CAS 3121-60-6, Sodium Dihydroxy Dimethoxy Disulfobenzophenone (ثنائي هيدروكسي الصوديوم ثنائي ميثوكسي ديسولفوبنزوفينون)                                                       | ٪10                                             | اليابان                             |
| يوفينول تي 150            | Octyl triazone, ethylhexyl triazone, EHT (أوكتيل تريازون، إيثيل هكسيل تريازون، إي إتش تي)                                                                                                  | ٪5 (الاتحاد الأوروبي، أستراليا) 3٪ (اليابان) *  | الاتحاد الأوروبي، أستراليا          |
| يوفينول إيه بلس           | Diethylamino Hydroxybenzoyl Hexyl Benzoate (ديثيلامينو هيدروكسي بنزويل هيكسيل بنزوات) | ٪10 (الاتحاد الأوروبي، اليابان)                 | الاتحاد الأوروبي، اليابان           |
| يوفازورب إتس إيه بي       | Iscotrizinol, Diethylhexyl butamido triazone, DBT (إسكوتريزينول، ديثيلهيكسيل بوتاميدو تريازون، دي بي تي)                                                                                   | ٪10 (الاتحاد الأوروبي) 5٪ (اليابان) *           | الاتحاد الأوروبي، اليابان           |
| بارسول إس إل إكس          | Dimethico-diethylbenzalmalonate, Polysilicone-15 (ثنائي ميثيكو-ثنائي إثيل بنزالمالونات، بولي سيليكون -15)                                                                                  | ٪10                                             | الاتحاد الأوروبي، أستراليا، اليابان |
| أميلوكسات                 | Isopentyl-4-methoxycinnamate، Isoamyl p-Methoxycinnamate، IMC، Neo Heliopan E1000 | ٪10 *                                           | الاتحاد الأوروبي، أستراليا          |

* تطبيق الوقت والمدة (TEA)، القاعدة المقترحة بشأن موافقة إدارة الغذاء والدواء (FDA) المتوقعة في الأصل عام 2009، والمتوقع الآن 2015.
العديد من المكونات التي تنتظر موافقة إدارة الغذاء والدواء كانت جديدة نسبيًا وتم تطويرها لامتصاص الأشعة فوق البنفسجية الطويلة (UVA). تم تمرير قانون الابتكار صن سكرين لعام 2014 لتسريع عملية الموافقة على FDA.

## الاستخدام
الجرعة المستخدمة في اختبار الواقي من الشمس FDA هي 2 ملغم / سم 2 من الجلد المكشوف. إذا افترض المرء أن ارتفاع بناء البالغين «متوسط» 5 قدم 4 في (163 سم) والوزن 150 رطل (68 كجم) بخصر 32 بوصة (82 سم)، يجب على الشخص البالغ الذي يرتدي ثوب السباحة الذي يغطي منطقة الفخذ وضع 30 سم تقريبًا ز (أو 30 مل، حوالي 1 oz) بالتساوي إلى منطقة الجسم المكشوفة. يمكن اعتبار هذا بسهولة أكبر على أنه كمية بحجم «كرة الجولف» من المنتج لكل جسم، أو على الأقل ست ملاعق صغيرة. يجب على الأفراد الأكبر أو الأصغر قياس هذه الكميات وفقًا لذلك. بالنظر إلى الوجه فقط، فإن هذا يترجم إلى حوالي 1/4 إلى 1/3 ملعقة صغيرة لوجه البالغين العادي.
أظهرت بعض الدراسات أن الأشخاص يطبقون عادةً 1/4 إلى 1/2 من الكمية الموصى بها لتحقيق عامل الحماية من أشعة الشمس (SPF)، وبالتالي يجب تخفيض عامل الحماية من الشمس الفعال إلى الجذر الرابع أو الجذر التربيعي لـ المعلن عنها، على التوالي. وجدت دراسة لاحقة وجود علاقة أسية كبيرة بين SPF وكمية واقي الشمس المطبق، والنتائج أقرب إلى الخطية مما هو متوقع من الناحية النظرية.
الادعاءات القائلة بأن المواد الموجودة في شكل حبوب يمكن أن تكون بمثابة واقٍ من الشمس خاطئة وغير مسموح بها في الولايات المتحدة.

## اللائحة

### بالاو
في 1 يناير 2020، أصبحت بالاو أول دولة في العالم تحظر كريم الشمس الذي يضر بالشعاب المرجانية والحياة البحرية. يدخل الحظر حيز التنفيذ فور إعلان الرئيس تومي ريمنجسو جونيور. 

### الولايات المتحدة الأمريكية
تتطور معايير وضع العلامات الواقية من الشمس في الولايات المتحدة منذ أن اعتمدت إدارة الغذاء والدواء لأول مرة حساب عامل الحماية من الشمس في عام 1978. أصدرت إدارة الغذاء والدواء الأمريكية مجموعة شاملة من القواعد في يونيو 2011، والتي دخلت حيز التنفيذ في 2012-2013، وهي مصممة لمساعدة المستهلكين على تحديد واختيار المنتجات الواقية من الشمس المناسبة التي توفر الحماية من حروق الشمس، وشيخوخة الجلد المبكرة، وسرطان الجلد:
- لتصنيفها على أنها «واسعة الطيف»، يجب أن توفر المنتجات الواقية من الشمس الحماية ضد كل من UVA وUVB، مع اختبارات محددة مطلوبة لكليهما.
- يُحظر الادعاء بأن المنتجات «مقاومة للماء» أو «مقاومة للعرق»، بينما «الحماية من الشمس» و «الحماية الفورية» و «الحماية لأكثر من ساعتين» جميعها محظورة بدون موافقة محددة من إدارة الغذاء والدواء.
- يجب أن تشير مطالبات «مقاومة الماء» على الملصق الأمامي إلى المدة التي يظل فيها الواقي من الشمس فعالًا وتحديد ما إذا كان هذا ينطبق على السباحة أو التعرق، بناءً على الاختبارات القياسية.
- يجب أن تتضمن واقيات الشمس معلومات موحدة عن «حقائق الدواء» على الحاوية. ومع ذلك، جد لائحة ترى أنه من الضروري ذكر ما إذا كانت المحتويات تحتوي على جزيئات نانوية من المكونات المعدنية. (لدى الاتحاد الأوروبي لائحة أكثر صرامة ضد استخدام الجسيمات النانوية، وفي عام 2009 قدم متطلبات وضع العلامات على مكونات الجسيمات النانوية في بعض واقيات الشمس ومستحضرات التجميل.[83]

في عام 2019، اقترحت إدارة الغذاء والدواء الأمريكية (FDA) لوائح أكثر صرامة بشأن الحماية من أشعة الشمس والسلامة العامة، بما في ذلك اشتراط أن تكون المنتجات الواقية من الشمس ذات عامل الحماية من الشمس أكبر من 15 طيفًا واسعًا وحظرًا على المنتجات ذات عامل الحماية من الشمس أكبر من 60.

## تأثيرات بيئيه
يمكن لبعض واقيات الشمس الموجودة في الماء تحت الضوء فوق البنفسجي أن تزيد من إنتاج بيروكسيد الهيدروجين الذي يضر بالعوالق النباتية.
تربط التقارير الإعلامية مادة الأوكسي بنزون الموجودة في واقيات الشمس بتبيض المرجان،  على الرغم من أن بعض خبراء البيئة يشككون في هذا الادعاء. ربطت دراسة نشرت عام 2015 في دورية أرشيف التلوث البيئي وعلم السموم أوكسي بنزون بالتأثير على تجارب زراعة الخلايا والشعاب المرجانية الصغيرة، لكن الدراسة ليس لها صلة بيئية وكانت محفوفة بالأخطاء المنهجية ولم يتم التحكم فيها بشكل جيد.  الارتباط المزعوم بين أوكسي بنزون وتدهور الشعاب المرجانية محل نزاع على نطاق واسع داخل المجتمع البيئي.
في عام 2018، أصبحت دولة بالاو الواقعة في المحيط الهادئ أول دولة تحظر كريمات الشمس التي تحتوي على أوكسي بنزون وأوكتينوكسات وبعض العناصر الضارة الأخرى.
وجدت دراسة أجريت عام 2019 حول مرشحات الأشعة فوق البنفسجية في المحيطات أن تركيزات الأوكسي بنزون أقل بكثير مما تم الإبلاغ عنه سابقًا، وأقل من العتبات المعروفة للسمية البيئية. بالإضافة إلى ذلك، أشارت الإدارة الوطنية للمحيطات والغلاف الجوي (NOAA) إلى أن تدهور الشعاب المرجانية يرتبط بآثار تغير المناخ (ارتفاع درجة حرارة المحيطات، وارتفاع مستويات المياه، وتحمض)، والصيد الجائر، والتلوث الناجم عن الزراعة ومياه الصرف الصحي والجريان السطحي للمناطق الحضرية.

## التاريخ

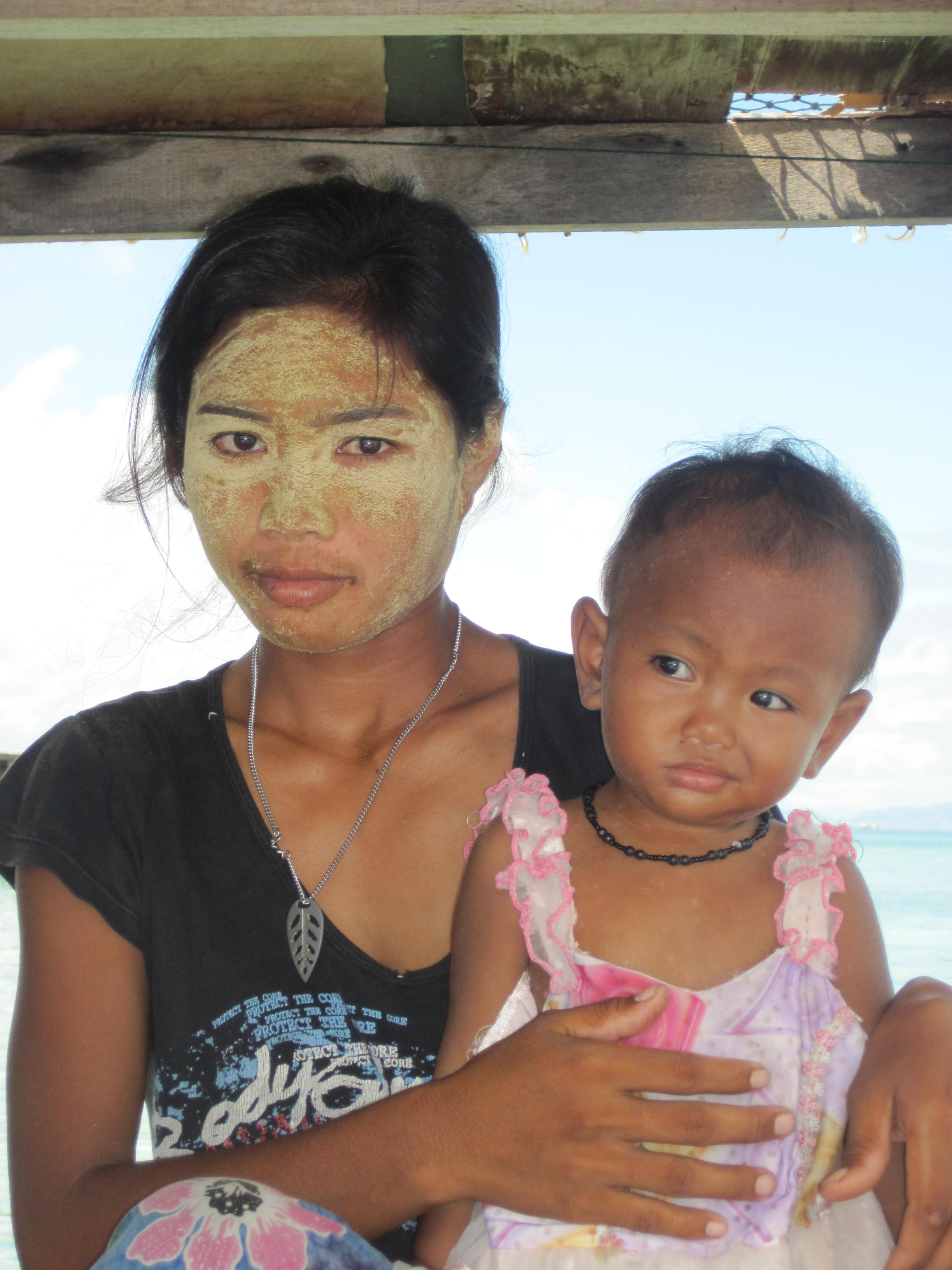
امرأة Sama-Bajau من جزيرة Maiga، سيمبورنا، صباح، ماليزيا، مع حماية تقليدية من أشعة الشمس تسمى بوراك

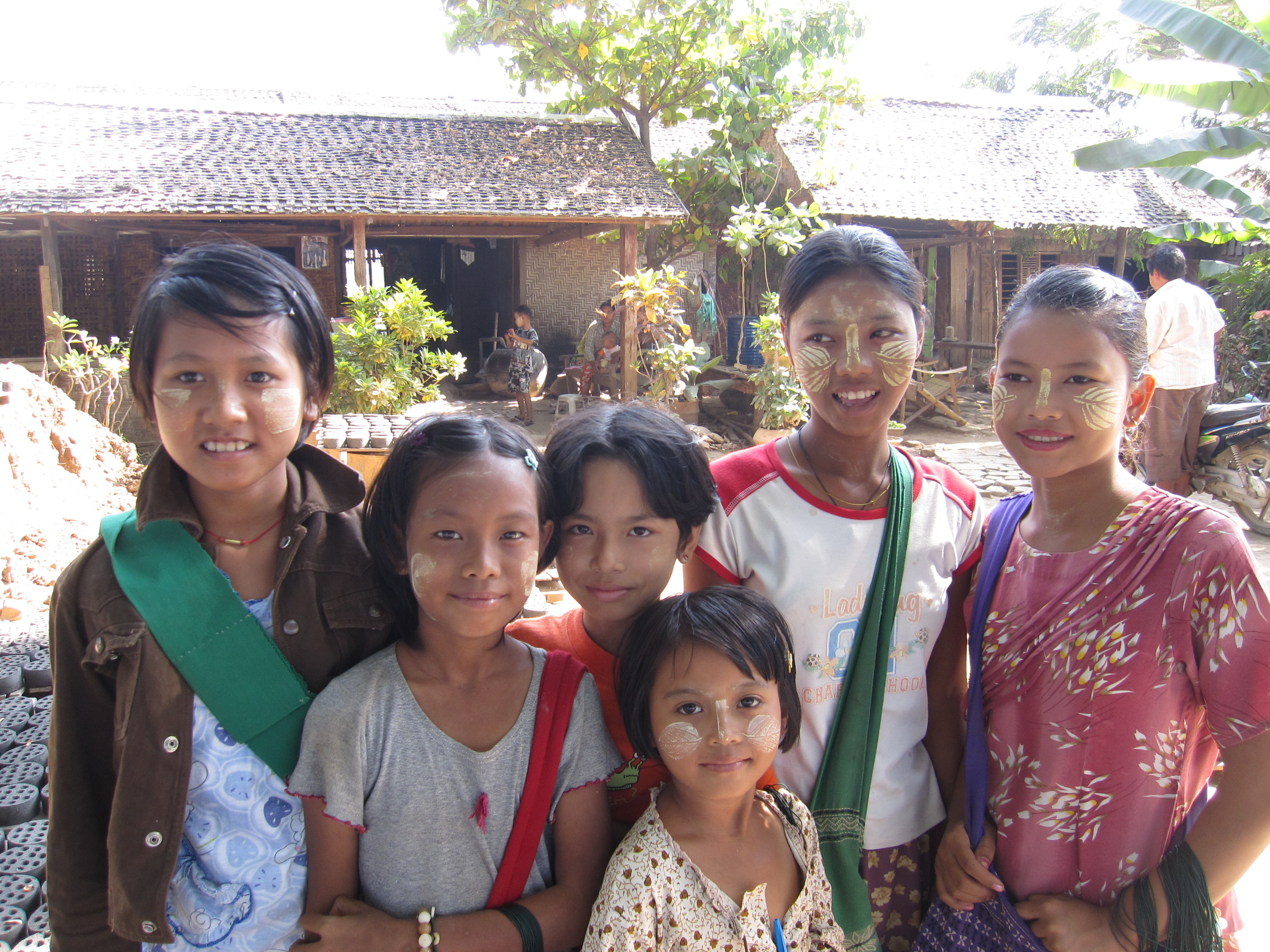
ترتدي فتيات بورميات ثاناكا للوقاية من الشمس ولأغراض التجميل

استخدمت الحضارات المبكرة مجموعة متنوعة من المنتجات النباتية للمساعدة في حماية الجلد من أضرار أشعة الشمس. على سبيل المثال، استخدم الإغريق القدماء زيت الزيتون لهذا الغرض، واستخدم المصريون القدماء مقتطفات من نباتات الأرز والياسمين والترمس التي لا تزال منتجاتها تستخدم في العناية بالبشرة اليوم. اشتهر معجون أكسيد الزنك أيضًا لحماية الجلد لآلاف السنين. ومن بين ما يجري البحر الرحل الناس سما Bajau من الفلبين، ماليزيا، وإندونيسيا، ونوع شائع من الحماية من أشعة الشمس عجينة تسمى البراق أو بوراك، والذي تقدم من الأعشاب المائية والأرز والتوابل. كان يستخدم بشكل شائع من قبل النساء لحماية الوجه ومناطق الجلد المكشوفة من أشعة الشمس الاستوائية القاسية في البحر. في ميانمار، تستخدم ثاناكا، وهي عجينة تجميلية صفراء-بيضاء مصنوعة من لحاء الأرض، تقليديا للحماية من أشعة الشمس.
تم استخدام واقيات الشمس الاصطناعية المبكرة لأول مرة في عام 1928. تم طرح أول منتج تجاري رئيسي في السوق في عام 1936، من قبل مؤسس لوريال، الكيميائي الفرنسي يوجين شويلر.
من بين واقيات الشمس الحديثة المستخدمة على نطاق واسع، تم إنتاج واحدة من أقدمها في عام 1944 للجيش الأمريكي من قبل بنجامين جرين، طيار ثم صيدلي لاحقًا، حيث أصبحت مخاطر التعرض المفرط للشمس واضحة للجنود في المناطق الاستوائية في المحيط الهادئ في ذروة الحرب العالمية الثانية. المنتج، المسمى زيد فيت بت (للبترول البيطري الأحمر)، كان له فعالية محدودة، حيث يعمل كمانع مادي للأشعة فوق البنفسجية. كانت مادة لزجة حمراء كريهة تشبه الفازلين. ازدهرت المبيعات عندما قامت كوبرتون بتحسين المادة وتسويقها تحت علامة وبرتون وجيرل وباين دي سوليل في أوائل الخمسينيات من القرن الماضي.
في عام 1946، قدم الكيميائي النمساوي فرانز جريتر ما قد يكون أول واقي شمسي حديث فعال. أصبح المنتج، المسمى جليتشر كريم (Glacier Cream)، أساسًا لشركة بيز بوين، التي لا تزال حتى الآن مسوقًا لمنتجات واقية من الشمس، والتي سميت تكريماً للجبل حيث يُزعم أن جريتير تلقى حروق الشمس التي ألهمت طهوها. في عام 1974، قام جريتر بتكييف حسابات سابقة من فريدريش إلينجر ورودولف شولتز وقدم «عامل الحماية من الشمس» (SPF) والذي أصبح معيارًا عالميًا لقياس فعالية واقي الشمس. تشير التقديرات إلى أن جليتشر كريم يحتوي على عامل حماية من الشمس يبلغ 2 فقط.
تم تقديم واقيات الشمس المقاومة للماء في عام 1977،  وركزت جهود التطوير الأخيرة على التغلب على المخاوف اللاحقة من خلال جعل الحماية الواقية من الشمس طويلة الأمد وذات نطاق أوسع، فضلاً عن جاذبية الاستخدام.

## الأبحاث العلمية
منتجات جديدة قيد التطوير مثل واقيات الشمس على أساس الجسيمات النانوية اللاصقة الحيوية. تعمل هذه المنتجات عن طريق تغليف فلاتر الأشعة فوق البنفسجية المستخدمة تجاريًا، مع كونها لا تلتصق بالجلد فحسب، بل أيضًا غير قابلة للاختراق. تمنع هذه الإستراتيجية الضرر الأول الذي تسببه الأشعة فوق البنفسجية وكذلك الجذور الحرة الثانوية.
كما تجري دراسة فلاتر الأشعة فوق البنفسجية المعتمدة على إسترات الجيوب الأنفية.

## وصلات خارجية
- هل يعمل أم لا؟ - شرح توضيحي لكيفية امتصاص الضوء فوق البنفسجي بواسطة المواد الكيميائية الموجودة في الواقي الشمسي من Wired.